# Cục Tác chiến Điện tử, Quân đội nhân dân Việt Nam
Cục Tác chiến Điện tử  trực thuộc Bộ Tổng Tham mưu Quân đội nhân dân Việt Nam được thành lập vào ngày 30 tháng 4 năm 1992 là cơ quan đầu ngành tham mưu giúp Thủ trưởng Bộ Quốc phòng, Bộ Tổng Tham mưu về công tác tác chiến điện tử trong toàn quân.

## Lãnh đạo hiện nay
- Cục trưởng: Trung tướng Trần Hoài Sơn
- Phó Cục trưởng: Thiếu tướng Trần Khôi Nguyên
- Phó Cục trưởng: Đại tá Lê Quang Hiển

Trung tướng: Cục trưởng
Thiếu tướng: Phó Cục trưởng không quá hai

## Tổ chức
- Phòng Tham mưu
- Phòng Chính trị
- Phòng Hậu cần
- Phòng Kỹ thuật
- Ban Tài chính
- Phòng Quân huấn
- Trung tâm 80
- Lữ đoàn 87
- Lữ đoàn 84
- Lữ đoàn Tác chiến điện tử 96 (phụ trách miền Trung - Tây Nguyên)[3]
- Lữ đoàn 98
- Trung tâm 95 (thành lập 20/01/1995)
- Tiểu đoàn 842 (TP Đà Nẵng)
- Tiểu đoàn 843 (Quảng Nam)[4]

## Khen thưởng
- Huân chương Quân công hạng nhì năm 2012
- Huân chương Quân công hạng 3 năm 2007
- hai huân chương Chiến công hạng nhất và hạng nhì

## Cục trưởng qua các thời kỳ
- 1992-2002, Nguyễn Duy Bi, Thiếu tướng (1994)
- 2002-2008, Ngô Chí Nhân, Thiếu tướng
- 2008-2014, Đỗ Phúc Hưng, Trung tướng (2012)
- 2014-2022, Phạm Huy Dũng, Thiếu tướng (2014)[5], Trung tướng (2018)
- 2022 - 2025, Nguyễn Long Biên, Trung tướng (2022)
- 2025 - Nay, Trần Hoài Sơn, Trung tướng (2025)

## Chính ủy qua các thời kỳ
- Lê Hữu Vững, Thiếu tướng (2011)